# Eurodryas baetica
Eurodryas baetica är en fjärilsart som beskrevs av Jules Pièrre Rambur 1858. Eurodryas baetica ingår i släktet Eurodryas och familjen praktfjärilar. Inga underarter finns listade i Catalogue of Life.